# Port lotniczy Trang
Port lotniczy Trang (IATA: TST, ICAO: VTST) – port lotniczy położony 7 km na południe od Trang, w prowincji Trang, w Tajlandii.